# William Cheung
William Cheung (Hong Kong, 10 ottobre 1940) è un artista marziale cinese e maestro di Wing Chun.
Cheung è il grandmaster della pratica intitolata Traditional Wing Chun (TWC).

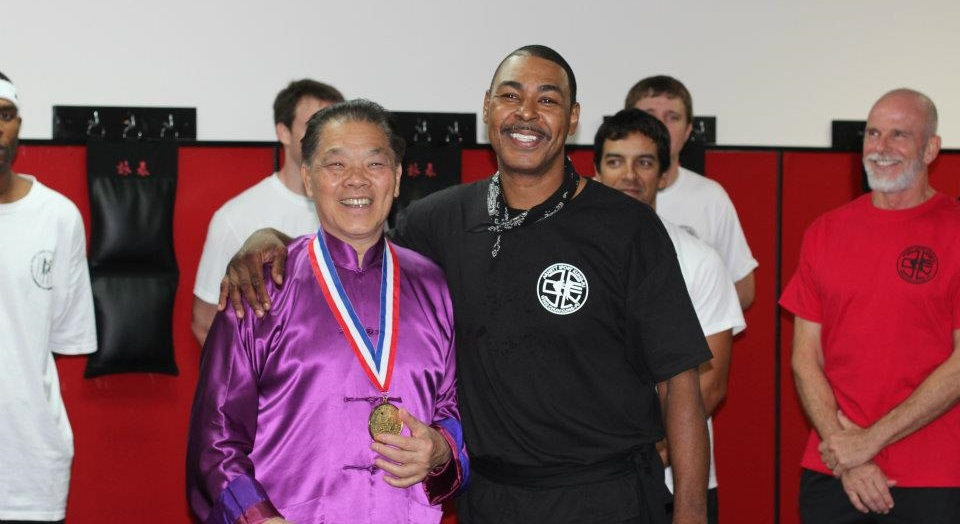
Anthony Arnett presenta William Cheung in un torneo durante la sua visita a Jacksonville, Florida nel 2011

## Biografia
Nato nel 1940, negli anni 1950 cresce a Kowloon, dove le arti marziali sono considerate una misura di orgoglio e autostima, luogo dove inizia a praticare l'attività. Nel 1954 incontra Yip Man, diventando suo studente per oltre quattro anni. Da allora ha iniziato a dedicarsi principalmente allo studio e alla pratica del Wing Chun. Dopo cinque anni, lascia Hong Kong per trasferirsi a Canberra in Australia per studiare economia all'Università Nazionale Australiana. Nel tragitto, racconta di aver combattuto contro dieci marinai in una cabina chiusa, uscendone vincitore. Durante la sua permanenza, forma il primo Wing Chun FunClub nella sua università. Terminati gli studi, tiene vari workshop.
Nel 1973 fonda a Melbourne in Australia una scuola di arti marziali e nel 1976 viene eletto presidente della Australian Kung Fu Federation. Dal 1979 William Cheung e alcuni suoi allievi dirigono programmi per gruppi speciali delle forze armate statunitensi e altri paesi.
Cheung presiede la World Wing Chun Kung Fu Association.

## Premi
- Black Belt Hall of Fame Award - Kung Fu Artist of the year 1983[5]
- Inside Kung Fu Hall of Fame Award - Instructor of the year 1989[5]

## Pubblicazioni
- William Cheung, Wing Chun Bil Jee, the Deadly Art of Thrusting Fingers, Unique Publications, 1983,  p. 160, ISBN 978-0-86568-045-6.
- Cheung, William (1986). Kung Fu: Butterfly Swords. Ohara Publications Inc. pp. 223. ISBN 0-89750-125-X
- William Cheung e Mike Lee, How to Develop Chi Power, Black Belt Communications, 1986,  p. 192, ISBN 978-0-89750-110-1.
- William Cheung e Mike Lee, Kung Fu Dragon Pole, Black Belt Communications, 1989,  p. 128, ISBN 978-0-89750-107-1.
- William Cheung e Mike Lee, Advanced Wing Chun, Black Belt Communications, 1988,  p. 256, ISBN 978-0-89750-118-7.
- William Cheung e Ted Wong, Wing Chun Kung Fu/Jeet Kune Do: a Comparison Volume 1, Black Belt Communications, 1990,  p. 192, ISBN 978-0-89750-124-8.
- Cheung, William (1989). My Life with Wing Chun (second edition). pp. 192.
- Cheung, William (2007). Wing Chun: Advanced Training and Applications. Black Belt Communications LLC. pp. 175. ISBN 0-89750-157-8. ISBN 978-0-89750-157-6.
- Cheung, William (2005). City of Dragons: Ah Hing - The Dragon Warrior. Healthworld Enterprises Pty. Ltd. pp. 118.
- Cheung, William (1994). CMT: Cheung's Meridian Therapy. Cheung's Better Life. pp. 388.